# Hôtel d'Artois
L'hôtel d'Artois est situé à Compiègne, dans le département de l'Oise.

## Historique
L'édifice est inscrit au titre des monuments historiques par arrêté du 5 septembre 1946.